# 타이뻬이한국학교
타이뻬이한국학교(중국어: 臺北韓國學校)는 중화민국 타이뻬이시에 있는 한국학교이다. 현재 대한민국의 유치원과 초등학교 과정을 운영하고 있으며, 대한민국 정부의 지원과 관리를 받고 있는 한국학교이다.

## 연혁
- 1961년 2월 1일 : 대북한교학교로 개교
- 1984년 9월 3일 : 부설 유치원 개원
- 2007년 3월 1일 : 타이뻬이한국학교로 변경